# Shirley Temple Story
Shirley Temple Story è un film del 1976 diretto da Antoni Padrós. È il secondo lungometraggio del regista. Il film ha vinto il Premio "L'âge d'or" della Cinémathèque de Bruxelles (1978) e il Premio della Critica Internazionale al Festival di Hyères (1979).